# Скупска голяма раннохристиянска базилика
Скупската голяма раннохристиянска базилика или Базилика II (на македонска литературна норма: Скупска голема ранохристијанска базилика) е раннохристиянска православна базилика, чиито руини са открити в античния град Скупи, край Скопие, Северна Македония.

## Местоположение
Базиликата е разположена източно от кардо максимус на Скупи.

## История
Съществувала е в VI век.

## Описание
Представлява трикорабна сграда с нартекс, в която се влиза през трем и атриум от запад. На изток и трите кораба завършват с апсида. Във вътрешността са открити части от стълбище, което показва, че сградата е била двуетажна, вероятно с галерии на горното ниво.